# Безумный Макс
«Безу́мный Макс» (иногда — «Бешеный Макс», англ. Mad Max) — австралийский боевик-антиутопия 1979 года режиссёра Джорджа Миллера. Центрального персонажа — Макса Рокатански с одноимённым прозвищем — сыграл Мел Гибсон. Является одним из первых австралийских фильмов, снятых с использованием анаморфотного широкоэкранного объектива. Ряд источников называет фильм одним из лучших произведений в жанре дизельпанк.
Продолжения — фильмы «Безумный Макс 2: Воин дороги» (1981), «Безумный Макс 3: Под куполом грома» (1985), «Безумный Макс: Дорога ярости» (2015) и «Фуриоса: Хроники Безумного Макса» (2024).

## Сюжет
Действие фильма происходит в недалёком будущем в дистопической Австралии. После нескольких топливных кризисов Австралия оказалась почти полностью отрезана от поставок нефтяного топлива. В фильме не называются причины этого, такие как исчерпание запасов нефти, третья мировая война, политические скандалы или все эти причины, вместе взятые. Также вероятно, что глобальное потепление и/или вырубка лесов привели к опустыниванию и экоциду.
Коррумпированность правительства, подавляющего силой беспорядки недовольного населения привела к падению гражданского права. Судьба крупных городов в фильме никак не называется — были ли они уничтожены или же, наоборот, стали последними оплотами общества. Известно лишь, что за их пределами власть захватили дикие банды, передвигающиеся на мотоциклах и самодельном транспорте.
В основе сюжета лежит история офицера Главного силового патруля (Main Force Patrol) Макса Рокатански. Фильм открывает большая погоня представителей MFP за бандитом-байкером по кличке Ночной Ездок, сбежавшим из-под стражи на угнанном «Перехватчике». «Перехватчики» — мощные машины MFP, оснащаются восьмицилиндровыми двигателями и обладают высочайшими скоростными характеристиками. Оторвавшись от экипажей Большого Боппера, Мартовского зайца и патрульного на мотоцикле по прозвищу Гусь, Ездок остается один на один против Макса. Макс выигрывает состязание «лоб в лоб» с Ездоком. Преследуя его и его подругу, Макс провоцирует Ночного Ездока на превышение скорости, и тот разбивается насмерть, врезавшись в разбитую машину за пригорком, а Макс уходит от столкновения.
Макс подумывает об уходе из MFP, и его руководство втайне от него находит моториста для установки на обычный «Перехватчик» форсированного двигателя (так появляется «Специальный преследователь»), чтобы удержать Макса от увольнения.
Банда во главе с Потрошителем прибывает в небольшой городок, куда привезли гроб с Ночным Ездоком. Пока Потрошитель забирает гроб, байкеры терроризируют городок, избивают и насилуют молодую пару, и громят их автомобиль топорами. Возле останков автомобиля остаётся один из байкеров, наркоман Малыш Джонни, которого бросили его друзья. Малыша Джонни забирают в полицейский участок Макс и Гусь.
Нанятые Баббой Занетти, вторым человеком в банде после Потрошителя, адвокаты добиваются освобождения Джонни. Гусь не смиряется с тем, что байкеры остаются безнаказанными и хочет избить Джонни, но его едва сдерживают коллеги. Джонни угрожает отомстить Гусю.
Пока Гусь развлекается в клубе, Джонни выводит его мотоцикл из строя, в результате чего на следующий день Гусь, отправляясь на задание, попадает в аварию, но выживает. Он одалживает автомобиль встретившегося ему знакомого попутчика, чтобы добраться до участка, но байкеры выслеживают его. Автомобиль Гуся опрокинулся, после чего Потрошитель заставляет Малыша Джонни сжечь его заживо.
Утрата товарища выбивает Макса из колеи. Получив отпуск, он уезжает отдыхать на север с женой Джесси и их маленьким сыном Спрогом.
По стечению обстоятельств Джесси по дороге в магазин сталкивается с Потрошителем, который начинает приставать к ней. С трудом ей удается сбежать, но один из бандитов, Кундалини, пытаясь зацепить цепью автомобиль, лишается кисти руки. Выследив Джесси, байкеры сначала требуют эту кисть в обмен на похищенного ими Спрога, но местная пожилая женщина с ружьём даёт Джесси несколько секунд форы. На шоссе автомобиль Джесси глохнет, и байкеры сбивают Джесси и Спрога. Джесси оказывается в коме, а Спрог погибает.
Максу не остаётся ничего, кроме мести. Он забирает из гаража MFP тот самый «Специальный преследователь» и уничтожает всех членов банды, столкнув их с моста и застрелив Баббу Занетти (именно он прострелил Максу колено, из-за чего тот вынужден носить своеобразный костыль). Потрошитель понимает, что Макс убьет и его, и предпочитает отступить, но Макс догоняет его и выталкивает под едущий навстречу грузовик.
После долгих поисков Макс натыкается на Малыша Джонни, застав его за очередным преступлением. Макс приковывает его за ногу к перевернутому автомобилю, и ставит зажигательную бомбу при помощи зажигалки. При этом он оставляет Джонни шанс спасти себе жизнь, отпилив себе ступню. Макс уезжает, на дальнем плане виден взрыв.

## В ролях
- Мел Гибсон — Макс Рокатански[англ.]
- Джоэнн Сэмюэл — Джесси Рокатански
- Хью Кияс-Бёрн — Потрошитель
- Джефф Пэрри — Бабба Занетти
- Стив Бисли — Джим «Гусь» Рейнс
- Тим Бёрнс — Малыш Джонни, член банды Потрошителя
- Брендан Хит — Спрог, сын Макса и Джесси
- Роджер Уорд — капитан MFP Фред «Фифи» МакЭфи
- Стив Милличамп  — Руп
- Джон Лей  — Чарли
- Стивен Кларк  — Сарс
- Джордж Новак  — Скаттл
- Лиза Альденховен — медсестра
- Дэвид Брэкс — Мадгатс, член банды Потрошителя
- Пол Джонстон — Кундалини, член банды Потрошителя
- Дэвид Камерон — подпольный моторист, создатель «Специального Преследователя»
- Джонатан Харди — комиссар полиции Лабатуш
- Винсент Джил — Кроуфорд Монтазано, он же Ночной Ездок
- Хантер Гибб  — Лэр, водитель Chevrolet Impala 1959 года
- Ким Салливан — подруга Лэра

## История создания

### Предыстория
Работая в госпитале Мельбурна, доктор Джордж Миллер в 1971 году встретился в кинематографической школе с начинающим кинооператором и продюсером Байроном Кеннеди. Этот дуэт произвёл свой первый короткометражный фильм «Violence in the Cinema, Part 1», показанный на множестве фестивалей и получивший несколько призов. Четыре года спустя эта пара задумала сделать полнометражный фильм. Джордж Миллер работал в скорой помощи при больнице и за время работы видел множество ранений и смертей, что нашло своё отражение в фильме. Миллера вдохновили статьи журналиста Джеймса МакКаусланда, посвящённые автомобильной культуре Австралии и проблемам мировой топливной промышленности.

### Написание сценария
Джеймс Маккаусланд был американцем и большим поклонником кино, он переехал из родного Нью-Йорка в Австралию в 1971 году, здесь он продолжил работать в таких престижных изданиях, как The Australian и The Age, в качестве редактора и автора статей на экономические и финансовые темы. Миллер сперва просто хотел поднять в сценарии тему, отражающую проблематику дорожных аварий, из-за того, что правительство страны разрешает продавать рядовым гражданам высокоскоростные машины, при том, что большинство дорог не приспособлены для столь высоких скоростей, и ничего не собирается предпринять, чтобы это исправить. Маккаусланд же видел в молодых лихачах неких обезумевших гонщиков, для которых их транспортное средство — это единственный смысл жизни. По его мнению, особенно это стало сильно выражаться во время «нефтяного эмбарго» 1973 года, когда бензина на автозаправочных станциях стало катастрофически мало, а цены сильно возросли. Тогда австралийские водители зачастую начинали драться в очередях за право заправить бак, ничего подобного Маккаусланд не видел в США. Он также был сторонником теории пика нефти американского геолога и геофизика Мэриона Кинга Хабберта.

### Подготовительный период и съёмки фильма
Разработка сценария, создание основных художественных решений и поиски финансирования заняли в общей сложности 14 месяцев.
Фильм был отснят за двенадцать недель, съёмки прошли с 24 октября 1977 по январь 1978 года в окрестностях Мельбурна. В мае 1978 года была переснята сцена гибели Ночного Ездока. Постпродакшн фильма длился один год.
Из-за низкого бюджета последние монтажные и звуковые операции были закончены в доме Миллера: он монтировал фильм на кухне, а Байрон Кеннеди редактировал звук в гостиной.

### Места съёмок
Съёмки кинофильма проводились в западных пригородах Мельбурна, в самом Мельбурне и на территории штата Виктория.
- Штаб-квартира MFP — здание насосной станции в Спотсвуде (Мельбурн). В настоящий момент[7] комплекс зданий принадлежит Политехническому музею Мельбурна.
- Внутренние помещения MFP снимались в заброшенном здании газовой станции в Порт-Мельбурне. В настоящее время[уточнить] здание перестроено под элитное жилье.
- Паркинг MFP — подземная парковка Мельбурнского университета.
- Натурные съёмки проводились на западе от Мельбурна в районе населенных пунктов Авалон, Литтл-Ривер, а также районов Большого Мельбурна Лавертон, Крейгиберн и Санбурри.

## Влияние
- Начиная с сентября 2010 года в пустыне Мохаве на юге штата Калифорния, проводится 3-дневный фестиваль на тематику «Безумного Макса» Wasteland Weekend[8].

## Награды
| Премия                                                             | Категория                         | Номинант          | Итог      |
| ------------------------------------------------------------------ | --------------------------------- | ----------------- | --------- |
| Премия Австралийской академии кино и телевидения (1979 AFI Awards) | Лучший фильм                      | Байрон Кеннеди    | Номинация |
| Премия Австралийской академии кино и телевидения (1979 AFI Awards) | Лучшая режиссура                  | Джордж Миллер     | Номинация |
| Премия Австралийской академии кино и телевидения (1979 AFI Awards) | Лучший оригинальный сценарий      | Джордж Миллер     | Номинация |
| Премия Австралийской академии кино и телевидения (1979 AFI Awards) | Лучший оригинальный сценарий      | Джеймс Маккосленд | Номинация |
| Премия Австралийской академии кино и телевидения (1979 AFI Awards) | Лучшая мужская роль второго плана | Хью Кис-Бёрн      | Номинация |
| Премия Австралийской академии кино и телевидения (1979 AFI Awards) | Лучший монтаж                     | Клифф Хэйес       | Победа    |
| Премия Австралийской академии кино и телевидения (1979 AFI Awards) | Лучший монтаж                     | Тони Патерсон     | Победа    |
| Премия Австралийской академии кино и телевидения (1979 AFI Awards) | Лучшая музыка                     | Брайан Мэй        | Победа    |
| Премия Австралийской академии кино и телевидения (1979 AFI Awards) | Лучший звук                       | Нэд Доусон        | Победа    |
| Премия Австралийской академии кино и телевидения (1979 AFI Awards) | Лучший звук                       | Байрон Кеннеди    | Победа    |
| Премия Австралийской академии кино и телевидения (1979 AFI Awards) | Лучший звук                       | Роджер Сэведж     | Победа    |
| Премия Австралийской академии кино и телевидения (1979 AFI Awards) | Лучший звук                       | Гэри Уилкинс      | Победа    |
| Фестиваль фантастических фильмов в Авориазе                        | Специальный приз жюри             | Джордж Миллер     | Победа    |